# Зброшково
Зброшково (укр. Зброшкове) — село в Доманёвском районе Николаевской области Украины.
Население по переписи 2001 года составляло 265 человек. Почтовый индекс — 56409. Телефонный код — 5152. Занимает площадь 0,616 км².

## Местный совет
56400, Николаевская обл., Доманёвский р-н, пгт Домановка, ул. Ленина, 48